# Puchar Świata w Rugby 2015 (kwalifikacje)
Kwalifikacje do Pucharu Świata w Rugby 2015 miały na celu wyłonienie reprezentacji narodowych w rugby union, które wystąpią w finałach tego turnieju.

## Informacje ogólne
Turniej finałowy organizowanego przez IRB Pucharu Świata odbędzie się w Anglii w 2015 roku i weźmie w nim udział dwadzieścia drużyn. Dwanaście z nich zapewniło sobie automatyczny awans zajmując w swoich grupach na poprzednim turnieju zorganizowanym w Nowej Zelandii jedno z pierwszych trzech miejsc. W celu obsadzenia pozostałych ośmiu miejsc zostały zorganizowane kilkuetapowe eliminacje, oparte na turniejach regionalnych i wykorzystujące już istniejące rozgrywki, m.in. Puchar Narodów Europy i Asian Five Nations. Wolne miejsca zostały podzielone według następującego klucza geograficznego: Europie i Ameryce (Południowej wspólnie z Północną) przyznano po dwa miejsca, po jednym przydzielono Azji, Afryce oraz Oceanii. O ostatnie, dwudzieste miejsce rozegrany został baraż, w którym wzięły udział drużyny z czterech kontynentów (poza Oceanią), które wywalczyły takie prawo w kwalifikacjach regionalnych.
W marcu 2012 roku został ogłoszony schemat kwalifikacji, w którym o osiem miejsc rywalizowało osiemdziesiąt reprezentacji z sześciu zamieszkanych kontynentów, które w sumie rozegrały 184 mecze.

## Zakwalifikowane drużyny
|                           | Afryka                                                                   | Ameryka                                                                  | Azja                                                                     | Europa                                                                   | Oceania                                     |
| ------------------------- | ------------------------------------------------------------------------ | ------------------------------------------------------------------------ | ------------------------------------------------------------------------ | ------------------------------------------------------------------------ | ------------------------------------------- |
| Automatyczna kwalifikacja | - Południowa Afryka                                                      | - Argentyna                                                              |                                                                          | - Szkocja - Francja - Anglia - Irlandia - Włochy - Walia                 | - Australia - Nowa Zelandia - Samoa - Tonga |
| Regionalne eliminacje     | - Namibia Afryka 1                                                       | - Kanada Ameryka 1 - Stany Zjednoczone Ameryka 2                         | - Japonia Azja 1                                                         | - Gruzja Europa 1 - Rumunia Europa 2                                     | - Fidżi Oceania 1                           |
| Baraż                     | * Urugwaj do barażu awansowało po jednej drużynie z czterech kontynentów | * Urugwaj do barażu awansowało po jednej drużynie z czterech kontynentów | * Urugwaj do barażu awansowało po jednej drużynie z czterech kontynentów | * Urugwaj do barażu awansowało po jednej drużynie z czterech kontynentów | –                                           |

## Kwalifikacje

### Puchar Świata w Rugby 2011
Automatyczny awans uzyskały drużyny, które zajęły jedno z pierwszych trzech miejsc w swoich grupach podczas Pucharu Świata 2011.
| Miejsce | Grupa A       | Grupa B   | Grupa C   | Grupa D           |
| ------- | ------------- | --------- | --------- | ----------------- |
| 1.      | Nowa Zelandia | Anglia    | Irlandia  | Południowa Afryka |
| 2.      | Francja       | Argentyna | Australia | Walia             |
| 3.      | Tonga         | Szkocja   | Włochy    | Samoa             |

### Afryka
Dzięki systemowi awansów pomiędzy dywizjami proces kwalifikacyjny objął trzy najwyższe dywizje Pucharu Afryki. Awans do turnieju głównego jako Afryka 1 uzyskał zwycięzca dywizji 1A Pucharu Afryki 2014, zaś druga drużyna tego turnieju wystąpiła w barażu. W rozegranym systemem kołowym turnieju Dywizji 1A Pucharu Afryki 2014 trzy zespoły uzyskały dziesięć punktów i o końcowej kolejności decydował lepszy bilans małych punktów. Dzięki wysokiemu zwycięstwu w ostatniej rundzie na czele znalazła się Namibia, zaś drugie miejsce przypadło Zimbabwe – zespoły te awansowały odpowiednio do turnieju głównego i barażu.

### Ameryka
Kwalifikacje w tym regionie rozpoczęły się turniejami NACRA Championship 2012 oraz CONSUR B 2012 odpowiednio dla drużyn zrzeszonych w NACRA i CONSUR. Ich triumfatorzy zagrali ze sobą o prawo gry w turnieju CONSUR A 2013 z zespołem, który zajął ostatnie miejsce w zawodach CONSUR A 2012. Zwycięzca dwumeczu pomiędzy USA a Kanadą uzyskał bezpośredni awans jako Ameryka 1, przegrany z tego meczu natomiast zmierzył się ze najlepszym spośród walczących w kwalifikacjach zespołem turnieju CONSUR A 2013. Zwycięzca tego dwumeczu awansował do turnieju głównego jako Ameryka 2, pokonany zaś otrzymał szansę gry w barażu.
Mistrzowie Karaibów – reprezentacja Bermudów – przegrała ze zwycięzcą CONSUR B 2012, Paragwajem, który z kolei w meczu barażowym o udział w CONSUR A 2013 uległ Brazylijczykom. W zawodach tych wśród walczących o awans trzech zespołów najlepsi okazali się Urugwajczycy.
Dwumecz pomiędzy Kanadą a USA odbył się w dniach 17 i 24 sierpnia 2013 roku, a w obu meczach górą okazali się Kanadyjczycy zyskując tym samym bezpośredni awans do grupy D Pucharu Świata.
W połowie października 2013 roku ustalono natomiast daty spotkań o drugie amerykańskie miejsce – zaplanowane zostały na 22 i 29 marca 2014 roku. W pierwszym z nich padł remis, w drugim lepsi okazali się reprezentanci USA awansując tym samym do grupy B turnieju głównego, Urugwajczycy zyskali natomiast prawo do udziału w barażach.

### Azja
Bezpośredni awans jako Azja 1 uzyskał triumfator Asian Five Nations 2014. Druga drużyna tego turnieju wystąpi natomiast w barażu o dwudzieste miejsce. System awansów między dywizjami umożliwiał walkę o premiowane kwalifikacją miejsca również zespołom z niższych dywizji tych rozgrywek. W zawodach triumfowała faworyzowana Japonia awansując tym samym do Pucharu Świata 2015, zawodnicy z Hongkongu trafili natomiast do barażu.

### Europa
Bezpośredni awans (jako Europa 1 i Europa 2) uzyskały dwie czołowe drużyny z Dywizji 1A Pucharu Narodów Europy 2012-2014. Trzecia drużyna tych zawodów zagrała w meczu o udział w barażach o dwudzieste miejsce ze wygranym fazy play-off pomiędzy zwycięzcami niższych dywizji Pucharu Narodów Europy.
Pod koniec kwietnia 2013 roku znani byli triumfatorzy wszystkich czterech grup Dywizji 2 – Holandia, Izrael, Cypr i Luksemburg. Zwycięzca Dywizji 2C, Cypr, nie będąc członkiem IRB, nie był uprawiony do udziału w barażach, zatem jego miejsce zajęła następna w klasyfikacji Słowenia. W pierwszej fazie Luksemburczycy pokonali Słoweńców, w następnej ulegając Izraelowi. Holendrzy odnieśli wysokie zwycięstwo nad Izraelczykami i w maju 2014 roku spotkali się z triumfatorami Dywizji 1B – Niemcami. Na zwycięzców tego pojedynku, którymi okazali się Niemcy, czekała Rosja, która zajęła trzecie miejsce w najwyższej dywizji. Na kilka minut przed końcem meczu na prowadzeniu byli Niemcy, jednak dwa przyłożenia Rosjan dały im awans do barażu.
Na dwa spotkania przed zakończeniem rozgrywek Dywizji 1A awans do Pucharu Świata zapewniły sobie Gruzja i Rumunia. W bezpośrednim pojedynku lepsi okazali się Gruzini, którzy tym samym trafili do grupy C, Rumuni zaś dołączyli do grupy D.
| Wyniki Fazy Play-Off | Wyniki Fazy Play-Off | Wyniki Fazy Play-Off | Wyniki Fazy Play-Off | Wyniki Fazy Play-Off | Wyniki Fazy Play-Off                | Wyniki Fazy Play-Off |
| Runda                | Data                 | Gospodarze           | Wynik                | Goście               | Miejsce                             | Widownia             |
| -------------------- | -------------------- | -------------------- | -------------------- | -------------------- | ----------------------------------- | -------------------- |
| Runda 1.             | 5 maja 2013          | Luksemburg           | 22–10                | Słowenia             | Stade Josy Barthel, Luksemburg      | 800                  |
| Runda 2.             | 5 października 2013  | Luksemburg           | 12–26                | Izrael               | Stade Josy Barthel, Luksemburg      | 1200                 |
| Runda 3.             | 26 października 2013 | Izrael               | 8–52                 | Holandia             | stadion Instytutu Wingate, Izrael   | 2200                 |
| Runda 4.             | 10 maja 2014         | Holandia             | 7–17                 | Niemcy               | Nationaal Rugby Centrum, Amsterdam  | 1293                 |
| Runda 5.             | 24 maja 2014         | Niemcy               | 20–31                | Rosja                | Wolfgang-Meyer-Sportanlage, Hamburg | 4000                 |

### Oceania

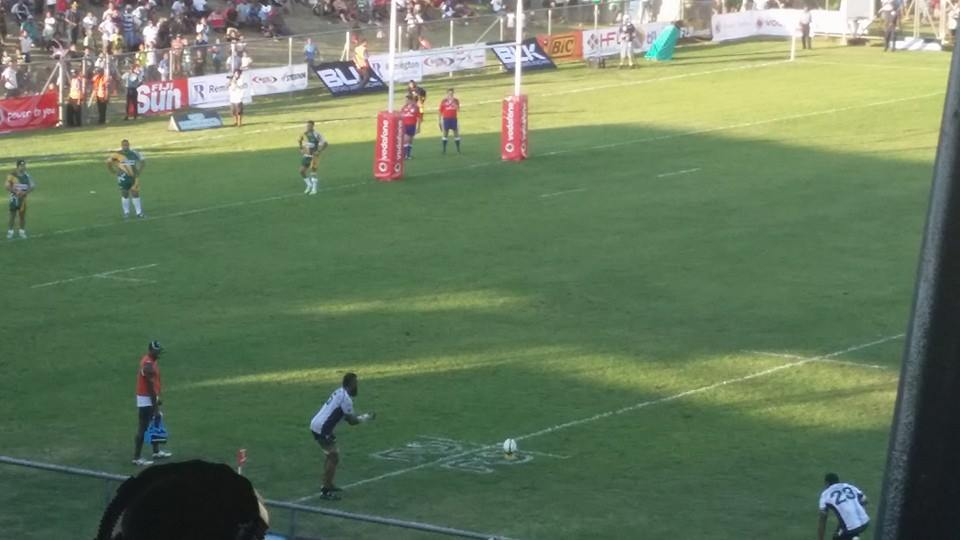
Mecz Fidżi–Wyspy Cooka

Jako Oceania 1 zagrał zwycięzca meczu pomiędzy Fidżyjczykami a triumfatorem Oceania Cup 2013. Turniej ten na swoją korzyść rozstrzygnęli reprezentanci Wysp Cooka i w czerwcu 2014 roku zmierzyli się z Fidżyjczykami o miejsce w grupie A Pucharu Świata. Niespodziewanie po pół godziny gry faworyci przegrywali 5–6, jednak zdobyli następnie siedemnaście przyłożeń przekraczając barierę stu punktów.
| 28 czerwca 201415:00 | Fidżi | 108:6 | Wyspy Cooka   | Churchill Park, Lautoka Widzów: 2760 Sędzia: Nick Briant |
| 28 czerwca 201415:00 | Nagusa 10 (2P) Kenatale 5 (P) Talebula 13 (2P dg) Nadolo 21 (3P 3pd) Tikoirotuma 5 (P) Votu 5 (P) Ralulu 14 (7pd) Qera 5 (P) Delai 10 (2P) Atalifo 5 (P) Matawalu 10 (2P) Waqaniburotu 5 (P) | 108:6 | Vaevae 6 (2K) | Churchill Park, Lautoka Widzów: 2760 Sędzia: Nick Briant |

### Baraż

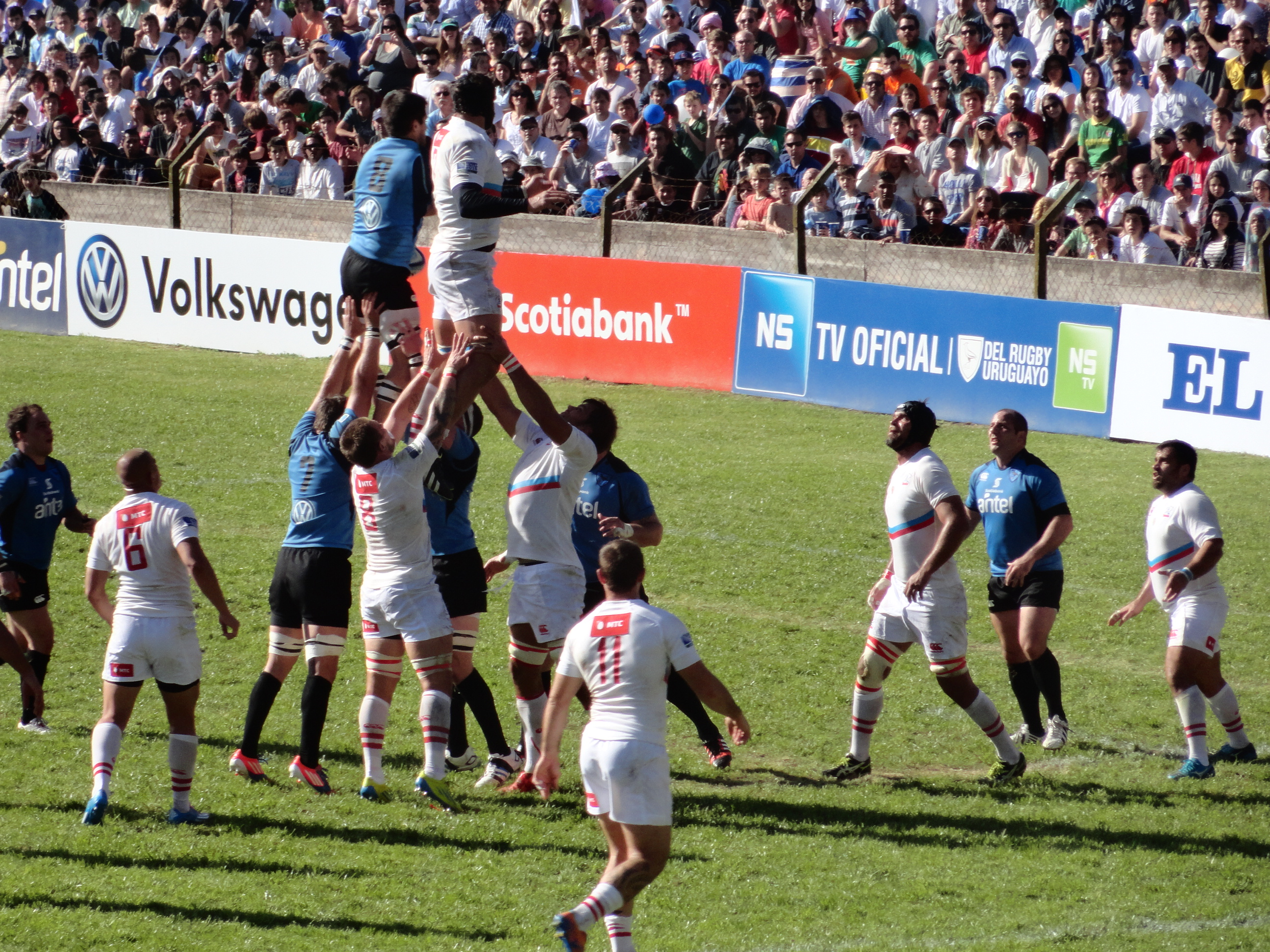
Mecz Urugwaj–Rosja

W barażu o ostatnie, dwudzieste miejsce na Pucharze Świata zagrały cztery drużyny – najlepsze z tych, które nie uzyskały dotąd kwalifikacji – z czterech kontynentów poza Oceanią. Zwycięzca europejskiego play-off zagrał z drugą drużyną z Afryki, a przegrany z amerykańskiego meczu play-off spotkał się z drugą drużyną Asian Five Nations 2014. Runda półfinałowa rozegrana była w formie jednego meczu na boisku drużyny, która zajmowała wyższą lokatę w rankingu IRB, finał barażu odbył się natomiast w formie dwumeczu.
W Krasnojarsku gospodarze pokonali reprezentację Zimbabwe, zaś w Montevideo Urugwajczycy po zwycięstwie nad Hongkongiem po raz trzeci z rzędu zapewnili sobie udział w finale barażu. Dwumecz został zaplanowany w dniach 27 września i 11 października 2014 roku w Krasnojarsku i Montevideo. W pierwszym pojedynku Rosjanie okazali się lepsi jednym punktem, w rewanżu zaś Urugwajczycy nie dali szans rywalom zwyciężając dziewięcioma punktami i w dwumeczu zapewniając sobie udział w turnieju finałowym Pucharu Świata po dwunastu latach przerwy.
|  |                 |                 |           |         |       |       |       |       |
|  | Półfinały       | Półfinały       | Półfinały |         |       | Finał | Finał | Finał |
|  | Półfinały       | Półfinały       | Półfinały |         |       | Finał | Finał | Finał |
|  |                 |                 |           |         |       |       |       |       |
|  |                 |                 |           |         |       |       |       |       |
|  | Rosja Europa    | Rosja Europa    | 23        |         |       |       |       |       |
|  | Rosja Europa    | Rosja Europa    | 23        |         |       |       |       |       |
|  | Zimbabwe Afryka | Zimbabwe Afryka | 15        |         |       |       |       |       |
|  | Zimbabwe Afryka | Zimbabwe Afryka | 15        |         |       | Rosja | Rosja | 22 27 |
|  |                 |                 |           |         |       | Rosja | Rosja | 22 27 |
|  |                 |                 | Urugwaj   | Urugwaj | 21 36 |       |       |       |
|  | Hongkong Azja   | Hongkong Azja   | Urugwaj   | Urugwaj | 21 36 | 3     |       |       |
|  | Hongkong Azja   | Hongkong Azja   |           |         |       |       |       |       |
|  | Urugwaj Ameryka | Urugwaj Ameryka | 28        |         |       |       |       |       |
|  | Urugwaj Ameryka | Urugwaj Ameryka | 28        |         |       |       |       |       |
|  |                 |                 |           |         |       |       |       |       |

| 2 sierpnia 201415:45 | Urugwaj                                      | 28:3 | Hongkong     | Estadio Charrúa, Montevideo Widzów: 5000 Sędzia: Federico Anselmi |
| 2 sierpnia 201415:45 | Magno 5 (P) Ormaechea 18 (6K) Berchesi 5 (P) | 28:3 | McAdam 3 (K) | Estadio Charrúa, Montevideo Widzów: 5000 Sędzia: Federico Anselmi |
| 2 sierpnia 201415:45 | Leon Wei Hon Sum · Nick Hewson               | 28:3 |              | Estadio Charrúa, Montevideo Widzów: 5000 Sędzia: Federico Anselmi |

| 2 sierpnia 201419:00 | Rosja                                                                    | 23:15 | Zimbabwe                                           | Stadion Centralny, Krasnojarsk Widzów: 6500 Sędzia: Nigel Owens |
| 2 sierpnia 201419:00 | Kusznariow 8 (pd 2K) Klucznikow 5 (P) Simplikiewicz 5 (P) Griesiew 5 (P) | 23:15 | Cronje 5 (pd K) Groenewald 5 (P) Chitokwindo 5 (P) | Stadion Centralny, Krasnojarsk Widzów: 6500 Sędzia: Nigel Owens |
| 2 sierpnia 201419:00 | Igriecow                                                                 | 23:15 |                                                    | Stadion Centralny, Krasnojarsk Widzów: 6500 Sędzia: Nigel Owens |

| 27 września 201416:00 | Rosja                                      | 22:21 | Urugwaj          | Stadion Centralny, Krasnojarsk Sędzia: George Clancy |
| 27 września 201416:00 | G. Cnobiladze 5 (P), Kusznariow 17 (pd 5K) | 22:21 | Berchesi 21 (7K) | Stadion Centralny, Krasnojarsk Sędzia: George Clancy |
| 27 września 201416:00 | Igriecow · Ostrouszko                      | 22:21 |                  | Stadion Centralny, Krasnojarsk Sędzia: George Clancy |

| 11 października 201415:45 | Urugwaj                                                          | 36:27 | Rosja                                                   | Estadio Charrúa, Montevideo Widzów: 14 000 Sędzia: Romain Poite |
| 11 października 201415:45 | Prada 5 (P), Corral 5 (P), Ormaechea 5 (P), Berchesi 21 (3pd 5K) | 36:27 | Januszkin 5 (P), Artiemjew 5 (P), Kusznariow 17 (pd 5K) | Estadio Charrúa, Montevideo Widzów: 14 000 Sędzia: Romain Poite |
| 11 października 201415:45 | Arboleya                                                         | 36:27 | Igriecow · Simplikiewicz                                | Estadio Charrúa, Montevideo Widzów: 14 000 Sędzia: Romain Poite |